# Ramulus xinganense
Ramulus xinganense är en insektsart som först beskrevs av Chen, S.C. och Yun He He 1999.  Ramulus xinganense ingår i släktet Ramulus och familjen Phasmatidae. Inga underarter finns listade i Catalogue of Life.